# Horst Kalbhenn
Horst Kalbhenn (* 4. Juli 1929 in Frankfurt am Main; † 17. Januar 2012) war ein deutscher Maler und Bildhauer der Abstrakten Kunst.

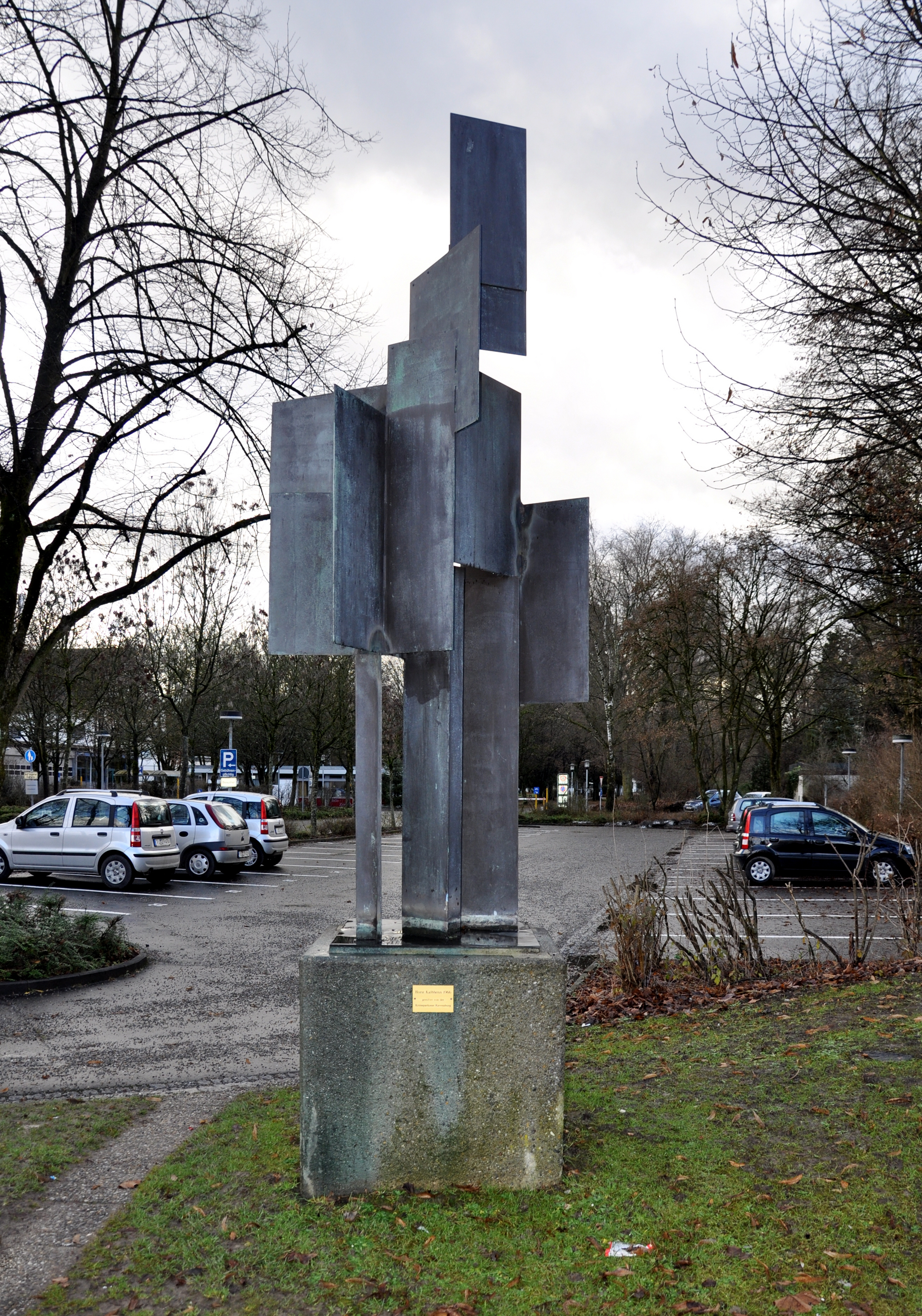
Skulptur von Horst Kalbhenn (1966) am Torplatz in Ravensburg-Weißenau

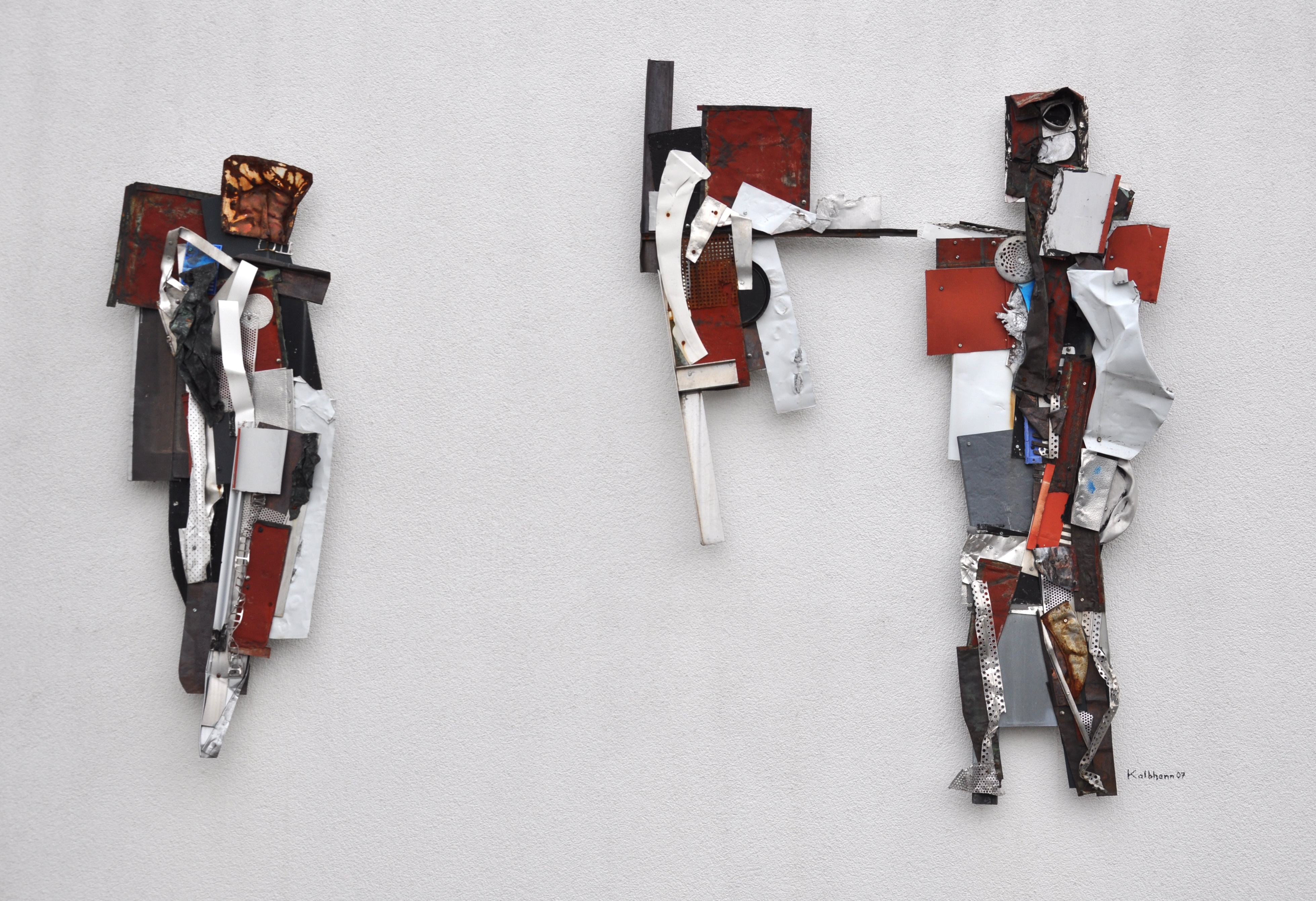
Skulptur von Horst Kalbhenn (2007) an der Mensa des Körperbehindertenzentrums Oberschwaben in Weingarten

## Leben
Horst Kalbhenn wurde 1929 in Frankfurt am Main geboren. An der Freien Kunstschule Stuttgart und bei Max Schellerer in München holte sich Kalbhenn das Rüstzeug für seine eigene künstlerische Arbeit und für die Kunstunterweisung an Volkshochschulen (von 1955 bis 1986) und als Kunsterzieher am Körperbehindertenzentrum Oberschwaben (von 1979 bis 1995). Er war zehn Jahre Vorsitzender der Fachgruppe Bildende Kunst im Internationalen Bodenseeclub und Mitglied der Sezession Oberschwaben-Bodensee.
Horst Kalbhenn lebte bis zu seinem Tod in Blitzenreute (Gemeinde Fronreute) in der Nähe von Ravensburg.

## Werk
Anfänglich noch dem Gegenständlichen verpflichtet und als versierter Zeichner hervorgetreten, wandelte sich sein Schaffen in den 1970er Jahren zu konstruktiven und geometrisierenden Formen, wie Federzeichnungen belegen. Doch Figur und Landschaft bildeten weiterhin den Ausgangspunkt seiner eigenen künstlerischen Umsetzung zu Acrylbildern und Collagen, die meist aus einem Zentrum heraus nach außen wachsen. Dabei verschmolz Kalbhenn die Materialien mit der Farbe, die er ausbalancierte und ihr durch pastosen und mehrschichtigen Auftrag selbst Materialität verlieh.
Seine Werke wurden in über 200 Einzelausstellungen gezeigt; außerdem beteiligte er sich an zahlreichen weiteren Ausstellungen im In- und Ausland. Seine Werke befinden sich in privatem und öffentlichen Besitz, u. a. in den Sammlungen der Regierungspräsidien Stuttgart, Freiburg im Breisgau und Tübingen.